# Біосферний заповідник Узунбоджак
Узунбоджак (болг. Узунбоджак, також в транслітерації  'Ouzounboudjak'  є  Біосферний заповідник ЮНЕСКО, один з п'яти заповідників в природному парку Странджа в південно-східній Болгарії. Заповідник іноді називають  Lopushna  '(болг. Лопушна). Узунбоджак був заснований 13 грудня 1956 року та був включений до Мережі біосферних заповідників ЮНЕСКО у березні 1977 року. Всі види економічної діяльності заборонені на території заповідника.

## Географія
Заповідник розташований між селами Кости в общині Царево і Сливарово в общині Малко-Тирново, в долині річки Резовська приблизно в 20 км від її гирла. Рельєф нерівний. Висота коливається від 50 до 300 м.
Клімат континентальний середземноморський і має тенденцію бути м'яким через близькість до Чорного моря. Середньомісячна температура взимку не падає нижче 0 °C (2-3 °C у січні). Ґрунти — коричневі і жовто-підзолисті.
Узунбоджак перетинають річки Резовська, Каретарський Дол і Лопушница.

## Флора
В парку ростуть 651 видів і підвидів судинниї рослин. Близько 65 % лісів — дубові, а 30 % — букові. Лісам більше 200 років.
До реліктових видів рослин відносяться странджанський дуб (Quercus hartwissiana), лавровишня (Laurocerasus officinalis), понтийський рододендрон (Rhododendron ponticum), понтийська дафна (Daphne pontica), колхидський падуб (Ilex colchica), звіробій чашечковий (Hypericum calycinum), кавказька чорниця (Vaccinium arctostaphylos), груша лохолистна (Pyrus elaeagrifolia), чишкун звичайний (Mespilus germanica), понтийський рябчик (Fritillaria pontica) та інші.

## Фауна
Фауна Узунбоджака різноманітна. Найбільш поширеними ссавцями є свиня дика, кіт лісовий, вовк, шакал звичайний, лисиця звичайна, борсук європейський, сарна європейська, заєць сірий, хом'ячок сірий. Рись євразійська бродила по території заповідника до 1930-х років, коли вона вимерла.
У заповіднику багато видів, як-от канюк звичайний, канюк степовий, яструб малий, підорлик малий, рибалочка, пронурок, чикотень, плиска гірська, просянка, костогриз, трав'янка європейська, зозуля звичайна, лелека чорний, різні види соколів, дятлів, ластівок, тощо.
До амфібій і рептилій відносяться ропуха звичайна, жаба озерна, жаба прудка, а також ящірка зелена, веретільниця ламка, гекон середземноморський, мідянка звичайна, полоз жовточеревий, полоз ескулапів, звичайна ящіркова змія і полоз леопардовий.